# Mniadelphus crispulus
Mniadelphus crispulus là một loài Rêu trong họ Hookeriaceae. Loài này được (Hook. f. & Wilson) Müll. Hal. mô tả khoa học đầu tiên năm 1850.